# ببخشید دیر کردم (آلبوم شر لوید)
ببخشید دیر کردم (به انگلیسی: Sorry I'm Late) دومین آلبوم استودیویی خواننده و ترانه‌سرای انگلستانی شر لوید است که در تاریخ ۲۳ می ۲۰۱۴ توسط اپیک رکوردز منتشر شد.